# Jan-Henrik Horn
Jan-Henrik Horn (* 29. Dezember 1944 in Hamburg; † 22. Dezember 2002 in Großenwörden) war ein deutscher Jurist und Politiker (Bündnis 90/Die Grünen).

## Leben
Nach dem Abitur 1965 absolvierte Horn ein Studium der Rechtswissenschaft an der Universität Hamburg. Von 1975 bis 1979 war er als Richter am Verwaltungsgericht Stade und von 1979 bis 1980 am Sozialgericht Hamburg tätig. Von 1990 bis 1991 war er Regierungspräsident des Regierungsbezirks Hannover und von 1991 bis 1994 Staatssekretär im Niedersächsischen Umweltministerium. Danach kehrte er ins Richteramt zurück.
Horn zählte zu den Gründern des Stader Kreisverbandes der Grünen und war von November 2001 bis Juni 2002 Landesvorsitzender der niedersächsischen Grünen. Des Weiteren engagierte er sich in der Kommunalpolitik. Er war zunächst Mitglied des Gemeinderates der Gemeinde Jork und später Mitglied des Samtgemeinderates der Samtgemeinde Himmelpforten. Für zehn Jahre gehörte er dem Kreistag des Landkreises Stade an.
Jan-Henrik Horn lebte zuletzt in Großenwörden. Er war seit 1982 verheiratet und hatte drei Kinder.